# A Brief Inquiry into Online Relationships
A Brief Inquiry into Online Relationships é o terceiro álbum de estúdio da banda inglesa de indie rock The 1975. Lançado em 30 de novembro de 2018 por interméio da Dirty Hit e da Polydor Records, foi produzido pelos membros George Daniel e Matthew Healy, sendo o primeiro álbum a não ser co-produzido por Mike Crossey.
A Brief Inquiry into Online Relationships recebeu aclamação generalizada da crítica, cujas avaliações elogiaram o conteúdo lírico e a natureza eclética da obra, além de comparações ao álbum OK Computer, da banda Radiohead. No Reino Unido, o álbum alcançou a primeira posição e, nos Estados Unidos, a quarta posição. Em 2019, venceu, no Brit Awards de 2019, a categoria de Álbum Britânico do Ano. Além de ser colocado em diversas listas de fim de ano e fim de década de publicações especializadas . O álbum se tornou o terceiro número um consecutivo em 1975 no UK Albums Chart, e mais tarde foi certificado ouro pela British Phonographic Industry. 

## Antecedentes
Após o lançamento do projeto anterior, I Like It When You Sleep, for You Are So Beautiful yet So Unaware of It, Healy anunciou o lançamento do álbum ao lado de Music for Cars, título do terceiro extended play (EP) da banda. 
Em julho de 2017, o baterista e coprodutor de 1975, George Daniel, descobriu que Healy estava usando heroína novamente.  As sessões iniciais de gravação começaram em agosto no Angelic Residential Recording Studio em Northamptonshire. Após novos problemas com o vício de Healy, o próprio declarou sua intenção de entrar em um centro de reabilitação de drogas e tratar seu vício em heroína. Healy passou sete semanas em tratamento de reabilitação nos Barbados entre novembro e dezembro.
Embora grande parte de A Brief Inquiry into Online Relationships tenha sido escrita antes da estada de Healy em Barbados,  o 1975 voltou ao estúdio de Northamptonshire em janeiro de 2018, onde permaneceram por sete meses de trabalhos. No final de julho, o 1975 voltou a Los Angeles por quatro meses para finalizar o disco e simultaneamente trabalhar no disco seguinte, Notes on a Conditional Form.

## Estilo Musical
Explorando o papel da comunicação digital e da internet na vida contemporânea, A Brief Inquiry into Online Relationships é um álbum conceitual conectado por vários fios abrangentes. O álbum serve como uma declaração política de advertência, questionando as implicações da relação da sociedade com a tecnologia e seu impacto na geração do milênio . 
A banda interrompeu a gravação da primeira parte depois que o vocalista Matthew Healy partiu para uma clínica de reabilitação de drogas em Barbados, em busca de tratamento para seu vício em Heroína.Diversas músicas do álbum abordam com honestidade a questão dos vícios, evitando metáforas e ambiguidades, o álbum utiliza humor negro, letras simples e narrativa direta, abordando temas obscuros como Niilismo, Suicídio, Depressão, Ansiedade, Dissociação, Trauma psicológico, Cinismo, entre outros.

## Lançamento e Promoção
The 1975 anunciou a data de lançamento de A Brief Inquiry into Online Relationships e sua lista de faixas em 10 de setembro de 2018.  A banda revelou a capa do álbum nas redes sociais no mesmo dia; é uma imagem esparsa e minimalista contendo pequenos quadrados coloridos.  Ao contrário dos discos anteriores de 1975, a arte não apresenta o design da caixa retangular da banda. 
"Give Yourself a Try" foi lançado como o single principal de A Brief Inquiry into Online Relationships em 31 de maio de 2018.  Um videoclipe, dirigido por Diane Martel foi lançado no mesmo dia. A canção foi indicada ao Grammy Award na categoria Melhor Canção de Rock.
"Love It If We Made It" foi lançado como o segundo single do álbum em 19 de julho. A música crítica questões como racismo, a violência policial (em grande parte dos casos, direcionados a comunidade negra), a questões dos refugiados da Síria e fala sobre a morte do Lil Peep e contém criticas a celebridades como Donald Trump e Kanye West. 
Em 15 de agosto de 2018, "TooTimeTooTimeTooTime" foi lançado como o terceiro single de A Brief Inquiry into Online Relationships. Um videoclipe, retratando Healy e uma série de pessoas cantando a letra da música em frente a diferentes cenários coloridos, foi lançado em 29 de agosto de 2018. 
 "Sincerity Is Scary" foi lançado como o quarto single do álbum em 13 de setembro.  Um videoclipe de acompanhamento, dirigido por Warren Fu foi lançado em 21 de novembro inspirado em filmes musicais clássicos,  o visual apresenta inúmeras referências e easter eggs relacionados aos trabalhos anteriores de 1975.
"It's Not Living (If It's Not with You)" foi lançado como o quinto e último single do álbum em 18 de outubro de 2018. O videoclipe da música, dirigido por Fu, foi lançado em 13 de dezembro de 2018.  O visual é uma homenagem ao filme dos Talking Heads, Stop Making Sense (1984). A canção fala metaforicamente sobre o vício em drogas.

## Desempenho Comercial
A Brief Inquiry into Online Relationships estreou em primeiro lugar na parada de álbuns do Reino Unido com 50.000 unidades equivalentes a álbuns vendidas, tornando-se o terceiro recorde consecutivo de 1975 a chegar ao topo da parada. 
O disco foi aclamado pelos críticos de música contemporânea. O site agregador Metacritic relata uma nota média de de 83, com base em 29 análises críticas, indicando "aclamação universal".  Posteriormente, o site o classificou como o 19º álbum com melhor crítica de 2018. 
Posteriormente o álbum figurou na lista de melhores do ano em diversas análises da imprensa, como o 1° lugar pela NME, 3° pela Q Magazine, 20° pela Rolling Stone, 9° pela Time, e 13° pela Billboard.